# Carter Reum
Carter Milliken Reum (né le 5 février 1981) est un auteur, entrepreneur et capital-risque américain. Il est surtout connu pour son mariage avec Paris Hilton et pour avoir fondé M13 Ventures, une société d’investissement providentiel.

## Carrière
Aux côtés de son frère Courtney, Reum a cofondé la marque d’alcool VEEV Spirits,, une société cotée dans les 5000 entreprises privées à la croissance la plus rapide d’Inc. Magazine aux États-Unis en 2018.
Reum a été présenté dans des épisodes de la série télévisée Hatched et est apparu en tant qu’invité et commentateur sur une variété de réseaux, y compris CBS et Fox. Il est également rédacteur collaborateur pour Huffington Post et Inc. En outre, il est le cofondateur de la société d’investissement M13,.

## Publications
En 2018, Random House et Penguin Books ont publié Shortcut Your Startup: Ten Ways to Speed Up Entrepreneurial Success,. Reum a co-écrit le livre avec son frère Courtney. Le livre utilise les expériences des Reums pour enseigner aux entrepreneurs comment atteindre leurs objectifs. Ils tirent parti de leurs expériences en créant Veev et des leçons apprises au fil des ans en investissant dans des entreprises comme SpaceX, Lyft, Pinterest et Warby Parker (en),,.
En 2016, Reum a lancé la société de capital-risque M13 Investments,.

## Vie privée
Son père, Robert Reum, était président-directeur général de la société Amsted Industries, basée à Chicago, classée par Forbes, comme l’une des plus grandes entreprises privées des États-Unis.
Reum, est diplômé du Collège Columbia de l'Université Columbia en 2003. Ses frères et sœurs comprennent son frère, Courtney, et sa sœur, Halle, qui est mariée à Oliver Hammond, un descendant de la famille Annenberg,,. Reum est un ancien élève de la fraternité Zeta Beta Tau, initié à son chapitre Delta à l’Université Columbia.
Le 17 février 2021, Reum et Paris Hilton,, ont annoncé leurs fiançailles,. Ils se sont mariés à Los Angeles le 11 novembre 2021. En janvier 2023, le couple annonce la naissance de leur fils, Phoenix Barron Hilton Reum, né par GPA. Reum a également une fille avec l’ancienne actrice Laura Bellizzi, qu’il soutient financièrement, mais avec qui il n’a aucune relation.